# 安特衛普航空
安特衛普航空是比利時的客運航空公司，總部設在該國北部城市安特衛普，成立於2019年，於2021年終止營運。

## 航點
| 旗幟 | 城市     | 國家   | 機場名稱         | 備註             |
|      | 安特衛普 | 比利時 | 安特衛普國際機場 | 樞紐機場         |
|      | 倫敦     | 英國   | 倫敦城市機場     | 2019年9月9日啟航 |

### 代碼共享
安特衛普航空已與荷蘭皇家航空公司簽訂代碼共享協議。

## 機隊
截至2019年8月，安特衛普航空機隊只有一架客機。
| 客機   | 訂單 | 現役 | 載客 |  |
| ------ | ---- | ---- | ---- |  |
| 福克50 | 1    | —    | 50   |  |
| 共計   | 1    | —    |      |  |

## 外部連結
- 官方网站